# Masahiro Tanaka
Masahiro Tanaka (japanska: 田中将大?, Tanaka Masahiro), född den 1 november 1988 i Itami, är en japansk professionell basebollspelare som spelar för Tohoku Rakuten Golden Eagles i Nippon Professional Baseball (NPB). Tanaka är högerhänt pitcher.
Tanaka har tidigare spelat för New York Yankees i Major League Baseball (MLB).
2014 köpte Yankees Tanakas rättigheter från Golden Eagles för 20 miljoner dollar och Tanaka skrev på ett kontrakt på sju år som var värt 155 miljoner dollar.
Tanaka har representerat Japan vid olympiska sommarspelen 2008 och 2020, där Japan vann guld vid det senare tillfället, samt vid World Baseball Classic 2009 och 2013, där Japan vann guld respektive brons.